# Bosuilstadion
Bosuilstadion – stadion piłkarski w Antwerpii (w dzielnicy Deurne), otwarty 1 listopada 1923. Domowy obiekt Royal Antwerp FC. Pojemność jego trybun wynosi 16 144 miejsc siedzących.
Stadion zainaugurowano 1 listopada 1923 towarzyskim meczem Belgii z Anglią (2:2). Od tego czasu zastąpił stadion aan de Broodstraat w roli domowego obiektu Royalu Antwerp. Pierwotnie miał dość płaskie, okrągłe trybuny, mogące pomieścić 38 000 widzów. W 1956 r. zostały one rozbudowane do 60 000 miejsc. Był miejscem rozegrania powtórzonego spotkania finałowego Pucharu Zdobywców Pucharów sezonu 1963/64, pomiędzy Sportingiem Lizbona i MTK Budapeszt (1:0) oraz jedną z czterech aren piłkarskich mistrzostw Europy 1972 (półfinał Belgia – RFN 1:2).